# Purma Bannerjee
Purma C. Bannerjee (ur. w 1897 w Kalkucie, zm. ?) – indyjski lekkoatleta, olimpijczyk.
Na igrzyskach w Antwerpii, wystartował w biegach eliminacyjnych na 100 i 400 m. W tej pierwszej konkurencji, startował w drugim biegu eliminacyjnym, gdzie zajął ostatnie piąte miejsce (jego wynik jest nieznany). Natomiast w eliminacjach biegu na 400 metrów, został przydzielony do ósmego biegu eliminacyjnego. W tym zaś, uzyskał czas zbliżony do wyniku 53,1 s (czwarte miejsce), który jednak nie dał mu awansu do kolejnej fazy rozgrywek.
Na igrzyskach w Antwerpii był także chorążym reprezentacji.